# Flughafen McAllen

i7
i11
i13
Der McAllen Miller International Airport (IATA-Code: MFE, ICAO-Code: KMFE) ist ein öffentlicher Flughafen auf 33 m Seehöhe 3 km südlich von McAllen im Hidalgo County, Texas, in den Vereinigten Staaten. Die Fläche des Flughafens beträgt 150 ha. Er hat zwei Asphaltpisten mit 2170 m bzw. 804 m Länge.

## Geschichte
Trans-Texas Airways (TTa) und deren Nachfolgerin Texas International Airlines (TI) bedienten den Flughafen über 32 Jahre lang und war die einzige Fluggesellschaft, die dies viele Jahre lang tat. 1949 flogen Douglas DC-3 mit 21 Sitzen von Trans-Texas Brownsville – Harlingen – McAllen – Laredo – Carrizo Springs/Crystal City – Eagle Pass –  Uvalde – San Antonio –  Beeville – Victoria – Houston und zurück. Texas International Airlines flog auch direkt nach El Paso.
Im Jahr 1963 wurden alle Trans-Texas-Flüge nach McAllen mit Convair 240 durchgeführt. 1968 wurden auf allen TTa-Flügen vom Flughafen Convair 600 eingesetzt. Jets kamen ab 1969. 1970 flogen Douglas DC-9-10 von Texas International nonstop zum Houston Intercontinental Airport und Flughafen Corpus Christi und direkt nach Dallas Love Field. Im Juli 1970 flog TI McAllen – Harlingen – Houston Intercontinental Airport – Dallas Love Field – Midland/Odessa – Roswell (New Mexico) –Albuquerque – Los Angeles. Mit Convair 600 flogen sie nonstop nach Houston und direkt nach Austin und San Antonio. Texas International führte ab 1978 Flüge mit Douglas DC-9-10 und McDonnell Douglas DC-9-30 nonstop nach Dallas Love Field und Houston Intercontinental Airport durch.
Tejas Airlines bot in den späten 1970er Jahren mit Fairchild Swearingen Metroliners Nontstopflüge nach San Antonio an.
1982 fusionierte Texas International mit Continental Airlines und der Flugverkehr nach Mexiko wurde wieder aufgenommen.
McAllen wurde von Ende der 1980er bis Mitte der 1990er Jahre von der in Austin ansässigen Conquest Airlines bedient. 1989 flog sie mit Beechcraft 1900C nonstop nach San Antonio, bis 1994 nonstop nach Austin, Laredo und San Antonio und One-Stop nach Tyler (Texas), alles mit Metroliner-Flugzeugen.
Die regionale Fluggesellschaft Aerolitoral nahm Anfang 1992 den Dienst nach Mexiko auf. 2004 starteten Northwest Airlines und Continental Express. Continental hatte ihren Flug nach Mexiko-Stadt an den regionalen Codesharing-Partner Continental Express übergeben, der von ExpressJet betrieben wurde und täglich eine Embraer ERJ-145 nach Mexiko-Stadt flog. Dieser Flugverbindung endete 2007.

## Flugbetrieb
Im Jahr 2022 wurden 875.899 Passagiere befördert. Im Jahre 2021 haben 78.249 Flugbewegungen stattgefunden, davon 18.837 lokale Bewegungen, 30.747 Zwischenlandungen, 4.701 Air-Taxi-Flüge, 9.349 militärische Flüge und 9.236 Frachtflüge. 67 einmotorige und 26 zweimotorige Turboprop-Flugzeuge, 18 Jetflugzeuge und 13 Helikopter waren 2021 hier stationiert.
Die wichtigsten Fluggesellschaften derzeit am Flughafen sind American Airlines, Allegiant Air und United Airlines.

## Zwischenfälle
- Am 4. Dezember 2004 verunglückte eine Convair CV-580 der US-amerikanischen Contract Air Cargo (Luftfahrzeugkennzeichen N161FL) bei der Landung auf dem Flughafen McAllen. Nach Wartungsarbeiten am linken Propeller musste ein Testflug durchgeführt werden. Dabei wurde das linke Triebwerk abgestellt und wieder gestartet, wonach der Propeller nicht korrekt funktionierte und das Triebwerk wieder abgestellt werden musste. Im Anflug ließen sich die Landeklappen nicht vollständig ausfahren, und nach dem Aufsetzen funktionierten die Bremsen nicht mehr. Die Maschine kam von der Landebahn ab, kollidierte mit dem Flughafenzaun, geriet in einen Graben und stieß danach gegen einen Hügel. Sie wurde irreparabel beschädigt. Alle drei Besatzungsmitglieder, die einzigen Insassen, überlebten den Unfall.[14]